# Aziz Khan (general)
Aziz Khan, pakistanski general, * 1. januar 1947.
Khan je bil načelnik Pakistanske kopenske vojske (1998-2000) in načelnik Združenega štaba Pakistanskih oboroženih sil (2001-2004).